# عبد المجيد الرشيدي (لاعب كرة قدم مواليد ديسمبر 1996)
عبد المجيد مساعد الرشيدي (مواليد 31 ديسمبر 1996) هو لاعب كرة قدم سعودي.

## مسيرة اللاعب
لعب سابقاً في نادي الطائي ونادي النجمة ونادي الخلود.